# Wielki błękit (album)
Wielki błękit – solowy album Kasi Lesing wydany w 1995 roku przez wytwórnię Magic Records. Jego producentem był Maciej Jamroz (były perkusista i manager zespołu Top One), a nagrania zrealizował Rafał Paczkowski. Album osiągnął status Złotej Płyty i był nominowany do nagrody Fryderyki 1995 w kategorii "Album roku - muzyka taneczna".

## Lista utworów
1. Wielki błękit (muz. Maciej Jamroz; sł. Janusz Kondratowicz)
2. Daj mi trochę siebie (muz. Rafał Bielski; sl. Jacek Skubikowski)
3. Serce jeszcze śpi (muz. Dariusz Królak/Maciej Jamroz; sł. Jacek Skubikowski)
4. Z daleka kocham Cię (muz. Maciej Jamroz; sł. Janusz Kondratowicz)
5. Wielki ogień (muz. Maciej Jamroz; sł. Jacek Skubikowski)
6. Świat zza grubych szyb (muz. Maciej Jamroz; sł. Janusz Kondratowicz/Mark Śledziewski)
7. Trzeba żyć (muz. Maciej Jamroz; sł. Janusz Kondratowicz)
8. Nie zostawiaj mnie (muz. Maciej Jamroz; sł. Janusz Kondratowicz)
9. Po drugiej stronie (muz. Maciej Jamroz; sł. Jacek Skubikowski)
10. Szminka i tusz (muz. Maciej Jamroz; sł. Jacek Skubikowski)
11. Do You Wanna Stay (muz. Maciej Jamroz; sł. Mark Śledziewski)